# Cyphophthalmus paradoxus
Cyphophthalmus paradoxus is een hooiwagen uit de familie Sironidae. De originele naamcombinatie (protoniem) was Tranteeva paradoxa  Kratochvíl, 1958. De soortnaam is bijgewerkt naar de latere formatie, van "Siro paradoxa"